# Discografia de The Decemberists
A discografia de The Decemberists, banda norte-americana de Portland, Oregon.

## Álbuns de estúdio
| Ano | Detalhes | Melhores posições atingidas | Melhores posições atingidas | Melhores posições atingidas | Melhores posições atingidas | Melhores posições atingidas | Melhores posições atingidas | Melhores posições atingidas | Melhores posições atingidas | Melhores posições atingidas | Melhores posições atingidas | Vendas       |
| Ano | Detalhes | ALE                         | AUS                         | AUT                         | CAN                         | EUA                         | IRL                         | NZ                          | PB                          | RU                          | SUI                         | Vendas       |
| --- | --- | --------------------------- | --------------------------- | --------------------------- | --------------------------- | --------------------------- | --------------------------- | --------------------------- | --------------------------- | --------------------------- | --------------------------- | ------------ |
| 2002 | Castways and Cutouts - Lançamento: 1º de maio de 2002 - Gravadora: Hush - Formatos: CD, download digital, vinil                                | —                           | —                           | —                           | —                           | —                           | —                           | —                           | —                           | —                           | —                           | —            |
| 2003 | Her Majesty the Decemberists - Lançamento: 9 de setembro de 2003 - Gravadora: Kill Rock Stars - Formatos: CD, dowload digital, vinil           | —                           | —                           | —                           | —                           | —                           | —                           | —                           | —                           | —                           | —                           | EUA: 40.000  |
| 2005 | Picaresque - Lançamento: 25 de março de 2005 - Gravadora: Kill Rock Stars - Formatos: CD, download digital, vinil                              | —                           | —                           | —                           | —                           | 128                         | —                           | —                           | —                           | —                           | —                           | EUA: 123.000 |
| 2006 | The Crane Wife - Lançamento: 3 de outubro de 2006 - Gravadora: Capitol - Formatos: CD, download digital, vinil                                 | —                           | —                           | —                           | —                           | 35                          | —                           | —                           | —                           | 127                         | —                           | EUA: 289.000 |
| 2009 | The Hazards of Love - Lançamento: 24 de março de 2009 - Gravadora: Capitol - Formatos: CD, download digital, vinil                             | —                           | 73                          | —                           | —                           | 14                          | —                           | —                           | —                           | 50                          | —                           | —            |
| 2011 | The King Is Dead - Lançamento: 14 de janeiro de 2011 - Gravadora: Capitol - Formatos: CD, download digital, vinil                              | 41                          | 26                          | 52                          | 4                           | 1                           | 30                          | 30                          | 37                          | 24                          | 58                          | EUA: 275.000 |
| 2015 | What a Terrible World, What a Beautiful World - Lançamento: 20 de janeiro de 2015 - Gravadora: Capitol - Formatos: CD, download digital, vinil | 37                          | 27                          | 23                          | 9                           | 7                           | 20                          | 28                          | 27                          | 13                          | 27                          | EUA: 123.000 |
| 2018 | I'll Be Your Girl - Lançamento: 16 de março de 2018 - Gravadora: Capitol - Formatos: CD, download digital, vinil                               | 55                          | 86                          | 24                          | 34                          | 9                           | —                           | —                           | 125                         | 8                           | —                           | —            |
| "—" indica que a obra não entrou na tabela musical correspondente ou não foi lançado naquele território. | |                             |                             |                             |                             |                             |                             |                             |                             |                             |                             |              |

## EPs
| 5 Songs                                                           | 2001                   | —   | Lançamento independente, relançado pela Hush Records em 2003 |
| The Tain                                                          | 4 de março de 2004     | —   | Acuarela Discos                                              |
| Piscaresqueties                                                   | 13 de setembro de 2005 | —   | Kill Rock Stars                                              |
| Connect Sets                                                      | 17 de novembro de 2006 | —   | Exclusivo Sony Connect                                       |
| Live from SoHo                                                    | 16 de janeiro de 2007  | —   | Exclusivo iTunes                                             |
| Live at Bull Moose                                                | 6 de abril de 2011     | —   | Capitol Records                                              |
| iTunes Session                                                    | 2 de agosto de 2011    | 117 | Exclusivo iTunes                                             |
| Long Live the King                                                | 1º de novembro de 2011 | 44  | Capitol Records                                              |
| Florasongs                                                        | 9 de outubro de 2015   | 64  | Capitol Records                                              |
| Traveling On                                                      | 14 de dezembro de 2018 | —   | Capitol Records                                              |
| "—" indica que a obra não entrou na tabela musical correspondente |                        |     |                                                              |

## Singles
| Ano                                                               | Single                     | Melhor posição atingida | Melhor posição atingida | Melhor posição atingida | Melhor posição atingida | Melhor posição atingida | Melhor posição atingida | Álbum                                               |
| Ano                                                               | Single                     | EUA AAA                 | EUA Alt                 | EUA Rock                | JP                      | MEX Air.                | RU                      | Álbum                                               |
| ----------------------------------------------------------------- | -------------------------- | ----------------------- | ----------------------- | ----------------------- | ----------------------- | ----------------------- | ----------------------- | --------------------------------------------------- |
| 2004                                                              | "Billy Liar"               | —                       | —                       | —                       | —                       | —                       | —                       | Her Majesty the Decemberists                        |
| 2005                                                              | "16 Military Wives"        | —                       | —                       | —                       | —                       | —                       | 199                     | Picaresque                                          |
| 2006                                                              | "O Valencia!"              | 14                      | —                       | —                       | —                       | —                       | —                       | The Crane Wife                                      |
| 2006                                                              | "The Perfect Crime #2"     | 18                      | —                       | —                       | —                       | —                       | —                       | The Crane Wife                                      |
| 2008                                                              | "Valerie Plame"            | —                       | —                       | —                       | —                       | —                       | —                       | Always the Bridesmaid: Volume I                     |
| 2008                                                              | "Days Of Elaine"           | —                       | —                       | —                       | —                       | —                       | —                       | Always the Bridesmaid: Volume II                    |
| 2008                                                              | "Record Year For Rainfall" | —                       | —                       | —                       | —                       | —                       | —                       | Always the Bridesmaid: Volume III                   |
| 2009                                                              | "The Rake's Song"          | —                       | —                       | —                       | —                       | —                       | —                       | The Hazards of Love                                 |
| 2010                                                              | "Down by the Water"        | 2                       | —                       | 33                      | 35                      | —                       | —                       | The King Is Dead                                    |
| 2010                                                              | "January Hymn"             | —                       | —                       | —                       | —                       | —                       | —                       | The King Is Dead                                    |
| 2011                                                              | "This Is Why We Fight"     | 9                       | 19                      | 40                      | —                       | —                       | —                       | The King Is Dead                                    |
| 2012                                                              | "Calamity Song"            | 4                       | —                       | 48                      | —                       | —                       | —                       | The King Is Dead                                    |
| 2012                                                              | "One Engine"               | —                       | —                       | —                       | —                       | —                       | —                       | The Hunger Games: Songs from District 12 and Beyond |
| 2014                                                              | "Make You Better"          | 1                       | —                       | 44                      | —                       | —                       | —                       | What a Terrible World, What a Beautiful World       |
| 2015                                                              | "The Wrong Year"           | 20                      | —                       | —                       | —                       | —                       | —                       | What a Terrible World, What a Beautiful World       |
| 2015                                                              | "Why Would I Now?"         | 26                      | —                       | —                       | —                       | —                       | —                       | Florasongs                                          |
| 2018                                                              | "Severed"                  | 1                       | —                       | 43                      | —                       | 47                      | —                       | I'll Be Your Girl                                   |
| 2018                                                              | "Once in My Life"          | —                       | —                       | —                       | —                       | —                       | —                       | I'll Be Your Girl                                   |
| 2018                                                              | "Sucker's Prayer"          | 10                      | —                       | —                       | —                       | —                       | —                       | I'll Be Your Girl                                   |
| 2018                                                              | "Traveling On"             | 35                      | —                       | —                       | —                       | —                       | —                       | Traveling On                                        |
| "—" indica que a obra não entrou na tabela musical correspondente |                            |                         |                         |                         |                         |                         |                         |                                                     |

## Outras aparições
| Ano  | Canção                     | Álbum                                               | Notas             |
| ---- | -------------------------- | --------------------------------------------------- | ----------------- |
| 2009 | "Sleepless"                | Dark Was the Night                                  |                   |
| 2010 | "We Both Go Down Together" | Metro: The Official Bootleg Series, Volume 1        |                   |
| 2012 | "One Engine"               | The Hunger Games: Songs from District 12 and Beyond |                   |
| 2017 | "Jesus Christ"             | Holidays Rule, Volume 2                             | Cover de Big Star |

## Álbuns ao vivo
| Título                                                      | Data                | Melhor posição atingida | Melhor posição atingida | Gravadora |
| Título                                                      | Data                | EUA                     | RU                      | Gravadora |
| ----------------------------------------------------------- | ------------------- | ----------------------- | ----------------------- | --------- |
| We All Raise Our Voices to the Air (Live Songs 04.11-08.11) | 13 de março de 2012 | 78                      | 146                     | Capitol   |

## Álbuns de vídeo
| Título                                              | Data                   | Gravadora       |
| --------------------------------------------------- | ---------------------- | --------------- |
| The Decemberists: A Pratical Handbook               | 20 de março de 2007    | Kill Rock Stars |
| Here Come the Waves: The Hazards of Love Visualized | 1º de dezembro de 2009 | Capitol         |